# Política de Guinea-Bisáu
El actual gobierno de Guinea Bissau tomó posesión el 2 de marzo del 2020 en el Palacio de la Presidencia y quedó conformado por un total de 19 ministros y 13 secretarios de Estado.

## Antecedentes
El 29 de diciembre del 2019 se llevó a cabo la segunda vuelta de las elecciones presidenciales de Guinea Bissau dando como vencedor al ex primer ministro Umaro Sissoco Embaló del partido Madem G15 con el 53.55% de los votos frente a su rival Domingos Simoes Pereira del partido PAIGCV que obtuvo el 46.5% de los votos.
Pero a pesar de que la Comisión Nacional Electoral de Guinea Bissa ratificará los resultados, el Tribunal Supremo del país atendiendo a la impugnación del candidato opositor ordenó a la Comisión Electoral el recuento de votos. Más sin embargo, dicha resolución no se ha atendido y el candidato vencedor Umaro Sissoco Embaló tomó posesión del cargo de Presidente de la República el 27 de febrero del 2020, a pesar de la negativa del parlamento quien en respuesta designó al líder del parlamento como presidente interino.
Un día después, el autoproclamado presidente, el 28 de febrero, emitió un decreto donde destituia al gobierno actual liderado por Aristides Gomes y a su vez designaba al excandidato presidencial Nuno Gomes Nabiam como primer ministro del país, quien actualmente es también líder del Partido Asamblea del Pueblo Unido-Partido Democrático, siendo juramentado el nuevo gobierno el 2 de marzo del 2020

## Composición
Gracias al acuerdo alcanzado entre el partido MADEM G15, el APUP-PDGB y el Partido de la Renovación Social en el parlamento se logró conformar un nuevo gobierno liderado por Nuno Gómez Namiab que tomaría posesión el 2 de marzo del 2020, respaldado por un total de 50 parlamentarios de 102. Quedó compuesto con un total de 19 ministros y trece secretarios de estado.

## Ministros Actuales
| Ministerio                          |                                    | Ministro                                  | Partido  |
| ----------------------------------- | ---------------------------------- | ----------------------------------------- | -------- |
| Primer Ministro                     |                                    | Nuno Gomes Nabiam (Aviación Civil)        | APU-PDGB |
| Ministerio de Relaciones Exteriores | Ministério das Relações Exteriores | Susi Barbosa (Relaciones Internacionales) | PAIGCV   |
| Ministerio de Interior              | Ministério do Interior             | Botche Candé                              |          |